# Cinnyris erythrocercus
El suimanga pechirrojo (Cinnyris erythrocercus)(anteriormente emplazado en el género Nectarinia) es una especie  de ave paseriforme de la familia Nectariniidae. Se encuentra en  Burundi, República Democrática del Congo, Etiopía, Kenia, Ruanda, Sudán, Tanzania, y Uganda.